# Drosophila parakuntzei
Drosophila parakuntzei este o specie de muște din genul Drosophila, familia Drosophilidae, descrisă de Toyohi Okada în anul 1973.
Este endemică în Mongolia. Conform Catalogue of Life specia Drosophila parakuntzei nu are subspecii cunoscute.